# Fojtství ve Vidnavě
Fojtství se sochou svatého Floriána je samostatně stojící dům v ulici Svobodova čp. 121 ve Vidnavě v okrese Jeseník. Byl zapsán do seznamu kulturních památek ČR před rokem 1988 a je součástí městské památkové zóny Vidnava. Kulturní památku tvoří soubor obytné budovy, hospodářské budovy a sochy svatého Floriána.

## Historie
Významný urbanistický rozvoj města probíhal na přelomu 15. a 16. století; vyvrcholil v roce 1551 výstavbou renesanční radnice. Další vliv na renesanční přestavbu města měl požár v roce 1574. V období třicetileté války město v roce 1632 vyhořelo a znovu se obnovovalo. Další přestavby v podobě dolnoslezského baroka přišly po požáru části města v roce 1713. Rozvoj plátenictví znamenal rozvoj výstavby po skončení sedmileté války. V třicátých letech 19. století byla zbourána převážná část hradeb i obě městské brány. Podle mapy stabilního katastru lze zaznamenat růst města, jehož vrcholem je rok 1850, kdy se sídlem soudního okresu stal Jeseník. Ve Vidnavě pak byly nejvýznamnějšími stavbami nová radnice (1867), gymnázium (1871), škola (1887) s kaplí (1898) a filiálním domem (1914) boromejek, kostel svatého Františka z Assisi (1897) nebo stavba železnice (1897). V období první republiky začala Vidnava upadat. V druhé polovině 20. století byla řada cenných měšťanských domů zbořena nebo zcela přestavěna. Na jejich místě byly postaveny panelové domy. V roce 1992 bylo po vyhlášení památkové zóny městské historické jádro konsolidováno.
Mezi domy památkové zóny patří dům bývalého fojtství v ulici Svobody čp. 121, která byla postavena na středověkém jádře koncem 18. století v klasicistním slohu. Dům stojí na horním předměstí, jehož vznik se datuje do středověku. Domu se vyhnuly větší katastrofy, nebyl ničen požáry, zato však povodněmi v roce 1766, 1813, 1829, 1860, 1864 a 1903. Dům nebyl fojtstvím, tím byl zámek. Do roku 1945 byl v majetku rodiny Warmbrunnové. Opravy domu byly provedeny v roce 1970 (celková rekonstrukce), 1976 (odstranění vlhkosti). V roce 2009 byla provedena oprava střechy za finančního přispění Ministerstva kultury ČR z programu Podpora obnovy kulturních památek (290 000 Kč)

## Popis
Dům je volně stojící jednopatrová zděná stavba na půdorysu obdélníku, krytá valbovou střechou. Hlavní průčelí je sedmiosé, boční je pětiosé. Členění je u obou průčelí obdobné, které tvoří průběžná římsa a hlavní římsa. V přízemí hlavní a boční fasády jsou umístěna pravoúhlá okna se šambránami s uchy v horní části. V patře jsou okna zdobena suprafenestrami (ploché štukové plochy a trojúhelníkové nadokenní římsy). V ose hlavního průčelí je prolomen vchod se segmentovým záklenkem a lemovaný profilovanou lištou. Místnosti jsou plochostropé.
Hospodářská budova je přízemní přístavek s pultovou střechou. Jedná se pravděpodobně o bývalou přestavěnou hospodářskou část domu.

## Socha svatého Floriána
Vznik je spojován s povodní v roce 1766. Je možné že socha byla umístěna na jiném místě (nepůvodní sokl) a moha mít zrcadlově utvořený protějšek.
Rokoková socha je umístěna vpravo hlavního průčelí. Pod vlastní plastikou je pískovcový hranolový sokl, na němž je zužující se hruškovitý podstavec zakončený římsou s prázdnou kartuší. Svatý Florián stojí v kontrapostu pravé nohy v oděvu antického vojína s praporcem v pravé a vědrem v levé ruce. U pravého boku má hořící dům. Výška sochy je asi 3,40 m. Na soklu je letopočet 1770, na pravé straně je štítek se značkou výšky vody z povodně v roce 1903.